# Chauliogryllacris
Chauliogryllacris is een geslacht van rechtvleugeligen uit de familie Gryllacrididae. De wetenschappelijke naam van dit geslacht is voor het eerst geldig gepubliceerd in 1990 door Rentz.

## Soorten
Het geslacht Chauliogryllacris omvat de volgende soorten:
- Chauliogryllacris exserta Brunner von Wattenwyl, 1888
- Chauliogryllacris grahami Rentz, 1990
- Chauliogryllacris lobata Brunner von Wattenwyl, 1888
- Chauliogryllacris nungeena Rentz, 1990